# Mason Novick
Mason Novick (* 20. Dezember 1974 in Chicago, Illinois) ist ein US-amerikanischer Filmproduzent.

## Leben
Zu den ersten Projekten, die Novick produzierte, gehörten The Hollow und der Thriller Red Eye von Wes Craven. Novick entdeckte den Blog der jungen Autorin Diablo Cody im Internet und rief sie daraufhin an, um sie um eine Zusammenarbeit zu bitten. Cody schrieb im Folgenden das Drehbuch zu der Komödie Juno, der 2007 in die Kinos kam. Für den Film wurde Novick bei der Oscarverleihung 2008 gemeinsam mit Lianne Halfon und Russell Smith für einen Oscar in der Kategorie Bester Film nominiert. Außerdem gewann er Preise bei den Independent Spirit Awards und den Christopher Awards und erhielt eine Nominierung bei den PGA Awards. 
Nach der Mitarbeit Novicks an anderen Projekten wie den Horrorfilmen Solstice und Insanitarium oder dem Independent-Film (500) Days of Summer, für den er 2010 eine erneute Nominierung für die Independent Spirit Awards erhielt, arbeitete er 2009 für den Film Jennifer’s Body – Jungs nach ihrem Geschmack, in dem Megan Fox die Hauptrolle übernahm, erneut mit Autorin Cody zusammen. Auch für die Zukunft planen die beiden weitere gemeinsame Projekte.

## Filmografie (Auswahl)
- 2004: The Hollow
- 2007: Juno
- 2009: (500) Days of Summer
- 2009: Jennifer’s Body – Jungs nach ihrem Geschmack (Jennifer’s Body)
- 2011: Young Adult
- 2013: Paradise
- 2013: Bad Words
- 2015: Ricki – Wie Familie so ist (Ricki and the Flash)
- 2015: Hidden – Die Angst holt dich ein (Hidden)
- 2016: ARQ
- 2018: Tully
- 2018: When We First Met
- 2019: Big Time Adolescence
- 2019: Buffaloed
- 2020: Desperados
- 2021: We Broke Up
- 2022: Watcher
- 2024: Lisa Frankenstein